# Marco Tanner
Marco Tanner (* 26. August 1994) ist ein ehemaliger Schweizer Bobfahrer aus Lüchingen.
Er begann seine Bobkarriere im Jahr 2016 und war seitdem Mitglied verschiedener Teams, darunter des Bobteams Kuonen, des Bobteams Beat Hefti, des Bobteams Holinger und des Bobteams Moulinier. Trainiert wurde er von Yves Zellweger, Christian Gutgsel und Chris Wolley.

## Karriere
Als Spitzensportler erzielte er einige eindrückliche Resultate, darunter zwei Schweizer Meistertitel im 2er-Bob, fünf weitere Medaillen an Schweizer Meisterschaften sowie den Europacup-Gesamtsieg im 2er-Bob und in der Kombination (2er- und 4er-Bob). Zudem erreichte er einen Europacupsieg, sechs Podestplätze im Europacup und eine Top-8-Platzierung im Weltcup. Im April 2022 wurde Tanner zum Elite-Amateursportler des Jahres 2021 des Kantons St. Gallen gewählt, was seine erfolgreiche Bobkarriere krönte.
Neben vielen bemerkenswerten Erfolgen gab es in Tanners Karriere aber auch Rückschläge und Enttäuschungen, wie den Sturz in Altenberg im November, der seine Chancen auf eine Olympiaqualifikation zunichtemachte, und die Hundertstelsekunde, die ihn von der Qualifikation für die Olympischen Spiele 2018 in Pyeongchang trennte.
Nach 568 Bobrennen als Spitzensportler entschied sich Tanner für den Rücktritt vom Spitzensport.
Bereits vor seiner Bobkarriere war Tanner ein erfolgreicher Leichtathlet, der sich schon in jungen Jahren für die Leichtathletik begeisterte. Sein Trainingsfleiss und sein Streben nach Spitzenleistungen brachten ihm mehrere Schweizer Meistertitel und Medaillen sowie den Titel «Rheintaler Sportler des Jahres 2013» ein. Durch seine Erfolge in der Leichtathletik wurde man auf sein Potenzial im Bobsport aufmerksam.

## Erfolge

### Weltcup
- 2020/21:  8. Platz Königssee 2er-Bob
- 2019/20: 11. Platz St. Moritz 2er-Bob

### Europacup
- 2020/21:  1. Platz Gesamteuropacup 2er-Bob
- 2020/21:  1. Platz Gesamteuropacup Kombi (2er- und 4er-Bob)
- 2021/22:  2. Platz Europacup Lillehammer 4er-Bob
- 2021/22:  3. Platz Europacup Lillehammer 2er-Bob
- 2021/22:  3. Platz Europacup Lillehammer 4er-Bob
- 2020/21:  1. Platz Europacup Innsbruck 2er-Bob
- 2020/21:  2. Platz Europacup Winterberg 2er-Bob
- 2019/20:  3. Platz Europacup Lillehammer 4er-Bob
- 2016/17:  2. Platz Europacup Winterberg 2er-Bob

### Schweizer Meisterschaften
- 2021/22:  1. Platz Elite SM St. Moritz 2er-Bob
- 2020/21:  1. Platz Elite SM St. Moritz 2er-Bob
- 2020/21:  2. Platz Elite SM St. Moritz 4er-Bob
- 2019/20:  3. Platz Elite SM St. Moritz 2er-Bob
- 2019/20:  2. Platz Elite SM St. Moritz 4er-Bob
- 2018/19:  1. Platz Junioren SM St. Moritz 2er-Bob
- 2018/19:  2. Platz Elite SM St. Moritz 4er-Bob
- 2017/18:  3. Platz Elite SM St. Moritz 4er-Bob
- 2018/19:  3. Platz Junioren SM St. Moritz 4er-Bob

### Weitere Auszeichnungen
- St. Galler Elite-Amateur-Sportler des Jahres 2021